# ハンコください!!
ハンコください‼は、1985年から1990年代前半にかけてカネボウフーズ（現・クラシエフーズ）から販売されたチョコスナック菓子。
「小林」「山本」「すずき」「トシオ」などの108種類の名前がチョコレートの部分に彫られている印鑑を模した菓子であった。ただし、彫られている名前は本物の印鑑のように文字が反転してはいなかった。

## 姉妹商品
チョコレート部分がハート型のイチゴチョコになった「お返事ください」という姉妹商品が発売されたことがあった。